# .ae
.ae è il dominio di primo livello nazionale assegnato agli Emirati Arabi Uniti.
Nel 2010 l'ICANN ha approvato il dominio internazionalizzato امارات. (Emarat).